# Monsieur Killerstyle
Monsieur Killerstyle (Originaltitel Le daim, internationaler Titel Deerskin) ist eine Filmkomödie von Quentin Dupieux, die am 19. Juni 2019 in die französischen Kinos kam.

## Handlung
Georges freut sich sehr über seine neue Jacke aus 100-prozentigem Hirschleder aus italienischer Herstellung. Hierfür hat er ein kleines Vermögen ausgegeben, doch der Erwerb stellt auch den ersten Schritt in einem Neuerfindungsprozess dar, in dem Georges die Verbindung zu seiner Vergangenheit abbricht und eine neu entdeckte Freiheit genießt.
Er zieht in ein abgelegenes Landhotel und erklärt sich selbst zum Filmemacher. Da er vom Verkäufer der Jacke einen kleinen Camcorder geschenkt bekam, beginnt er seinen Alltag zu dokumentieren, wobei die braune Textur seiner Jacke eines seiner beliebtesten Motive ist. Bald ist er mit seiner Jacke, die sein breites Kreuz zur Geltung bringt und ihm das Gefühl gibt, ein Held aus einem 1960er-Jahre-Western zu sein, so vertraut geworden, dass er sich mit ihr unterhält. Georges freundet sich mit der Kellnerin Denise an, die vorgibt, Filmeditorin zu sein. Er behauptet, einen Film in der Gegend zu drehen. Die Jacke vermittelt ihm nun ihren großen Traum: Die einzige Jacke der Welt zu sein. Georges nimmt das Projekt in Angriff. Für kleine Geldbeträge filmt er junge Leute, die ihre Jacken in seinen Kofferraum werfen und dabei jeweils den Satz aufsagen: „Ich verspreche, dass ich mein Leben lang nie wieder eine Jacke tragen werde.“ Anschließend springt Georges in sein Auto und flüchtet umgehend mitsamt den eingesammelten Jacken. Einen stummen Jungen verscheucht er mit einem Steinwurf, der ihn am Kopf verletzt.
Mit einem Rotorblatt eines Deckenventilators vollzieht er eine Mordserie im Ort, wobei Georges seine blutigen Taten mit dem Camcorder im Stile eines Snuff-Films aufzeichnet. Zum Schluss zieht er stets die Jacken der Opfer ab, die er später in einem Erdloch verbuddelt. Die Editorin Denise, die ihn stets finanziell unterstützte, sieht immer mehr die Wichtigkeit des Filmes an erster Stelle. Als Georges im Freien vor der Kamera posiert, wird er von einem Schuss tödlich getroffen. Der Schuss stammt aus dem Gewehr des Vaters des stummen Jungen, den Georges mit einem Stein niederstreckte. Zuletzt filmt Denise die Szene und zieht sich voller Stolz selbst die Jacke an.

## Produktion
Regie führte Quentin Dupieux, der auch das Drehbuch schrieb. Ursprünglich hatte Dupieux das Drehbuch auf Englisch geschrieben, in der Wüste angesiedelt und einen großen, kräftigen Schauspieler im Kopf, der eine viel zu kleine Jacke tragen sollte. Letztlich adaptierte er den Stoff für Frankreich und fand die Berglandschaft, die ihm selbst nicht vertraut war.
Die Hauptrollen von Denise und Georges spielen Adèle Haenel und Jean Dujardin.
Anfang Mai 2019 wurde ein erster Trailer vorgestellt. Am 15. Mai 2019 feierte der Film im Rahmen der Internationalen Filmfestspiele von Cannes als Eröffnungsfilm der Quinzaine des réalisateurs, der Directors’ Fortnight, seine Weltpremiere und wurde am 19. Juni 2019 von Diaphana in die französischen Kinos gebracht. Im Juli 2019 wurde der Film beim Neuchâtel International Fantastic Film Festival gezeigt, im August 2019 beim Melbourne International Film Festival. Im September 2019 erfolgte eine Vorstellung beim Fantastic Fest, ebenso beim Toronto International Film Festival, wo der Film im Rahmen der Special Presentations gezeigt wurde. Anfang Oktober 2019 wurde er beim London Film Festival vorgestellt, hiernach beim Film Festival Cologne. Ein Kinostart in Deutschland war am 30. April 2020 geplant. Letztlich erschien der Film hier nur auf DVD und Blu-ray. Ein ebenfalls im Frühjahr 2020 geplanter Starttermin in den USA wurde wegen der Coronavirus-Pandemie auf unbestimmte Zeit verschoben.

## Rezeption

### Kritiken
Von den bei Rotten Tomatoes aufgeführten Kritiken sind 88 Prozent positiv. Auf Metacritic erhielt er einen Metascore von 68 von 100 möglichen Punkten.

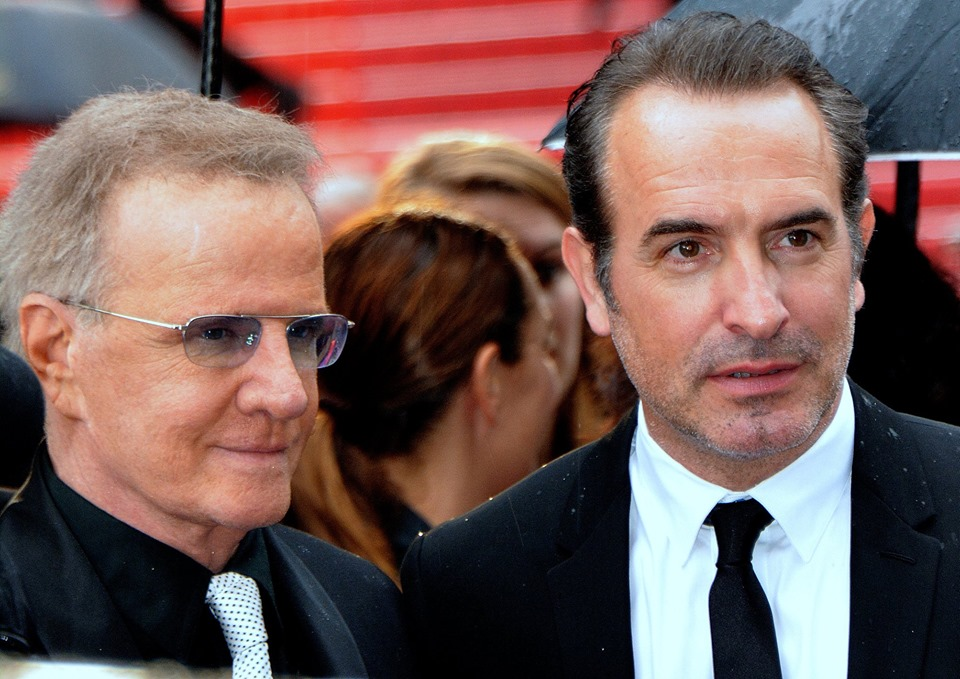
Jean Dujardin (rechts) bei der Premiere des Films im Mai 2019 in Cannes

Allan Hunter von Screen Daily beschreibt den Film als eine Mischung aus schwarzer Komödie und einfühlsamer Charakterstudie, und die herausragende Präsenz von Jean Dujardin und Adèle Haenel sollte dazu beitragen, den Film über den Kult- und Kuriositätenstatus hinauszuheben und auch einem größeren Mainstreampublikum zuzuführen. Quentin Dupieux schaffe es im Film, gleichzeitig die Glaubwürdigkeit und eine Unberechenbarkeit aufrechtzuerhalten, während er den Betrachter durch eine Reihe unwahrscheinlicher Entwicklungen führt, wobei man nicht wisse, ob man gerade eine Form des geistigen Zusammenbruchs erlebt oder die Ursprungsgeschichte eines unerbittlichen Serienmörders erzählt wird. Durch Georges' Beziehung zu einem leblosen Objekt gebe es allerlei Hinweise für Filmfans, die an Filme wie Dead of Night von 1945 oder Peeping Tom von Michael Powell aus dem Jahr 1959 erinnern, so Hunter. Die kurze Laufzeit hätte zwar zur Folge, dass sich der Film an manchen Stellen ein wenig unterentwickelt anfühle, doch biete er auch genug Originalität, um diejenigen einzufangen, die etwas Ungewöhnliches und Unerwartetes suchen.
Frédéric Jaeger vom Internetportal Critic.de schreibt, Adèle Haenel in ihrer Rolle von Denise sei an diesem verlassenen Ort irgendwo in Frankreichs traurigen Berglandschaften als Barkeeperin das Gegenstück zu den vielen Geistern, die in Filmen sonst hier oder dort auftauchen. Die Konstellation sei einfach, der Rahmen schnell abgesteckt, und der auf absurde Settings und groteske Figuren spezialisierte Regisseur wisse, wie wichtig Minimalismus ist: „Weniger ist in der absurden Komödie oft mehr, weil das Irreale nur unsere Bereitschaft braucht, es in ein Verhältnis zu unseren Erfahrungen zu setzen.“ Dupieux lasse dem unheimlichen, gespenstischen Potenzial des Films nichts im Weg stehen, vor allem aber spiele der Film mit widersprüchlichen Eindrücken von Dujardins Körper. „Mal ist er dominant, dann ganz klein. Unter der Dusche ist sein Oberkörper massiv, in den vielen Szenen im Auto ist er beinahe körperlos, nur ein Kopf oder nicht einmal das.“ Dupieux’ Material-vs.-Mensch-Konstellation lasse sich auch metaphorisch und gesellschaftskritisch lesen, als eine alternative Wirklichkeit, in der wir unseren Fetischen fürs Dinghafte folgen: „Loslassen, abgeben, glauben. Dafür braucht es nicht viel und Dupieux liefert genau die richtige Menge des Wenigen.“

### Auszeichnungen

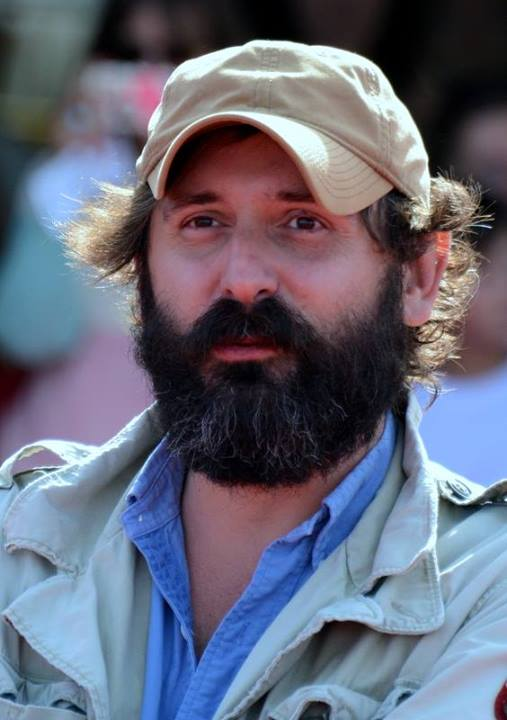
Regisseur Quentin Dupieux

Dublin International Film Festival 2020
- Auszeichnung mit dem Special Jury Prize des Dublin Film Critics Circle (Quentin Dupieux)[17]

Film Festival Cologne 2019
- Nominierung für den Hollywood Reporter Award (Quentin Dupieux)

Sitges Film Festival 2019
- Nominierung als Bester Film im Official Fantàstic Competition (Quentin Dupieux)

Tallinn Black Nights Film Festival 2019
- Nominierung für den Publikumspreis in der Sektion Midnight Shivers (Quentin Dupieux)